# 41 v.Chr.

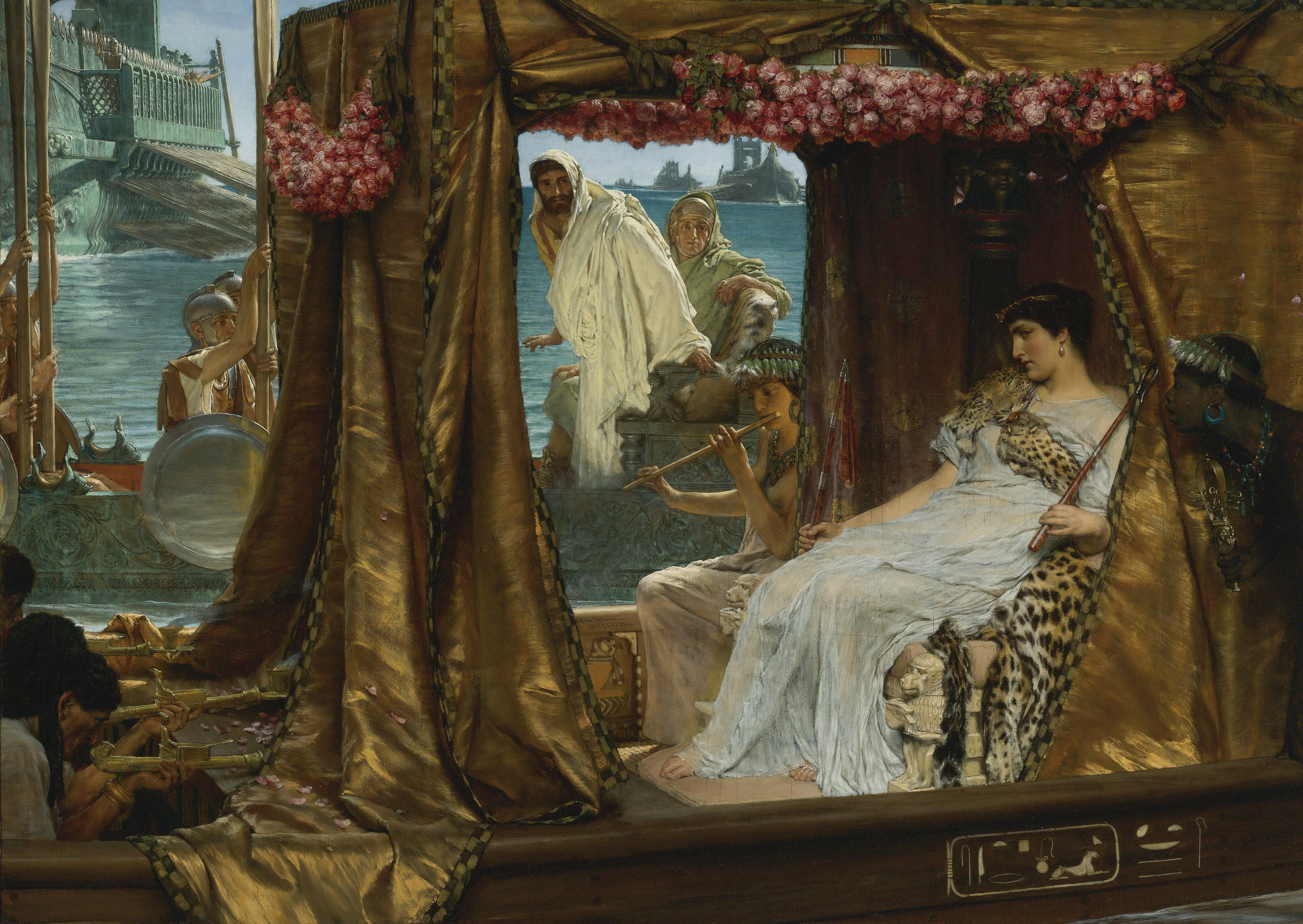
Marcus Antonius ontmoet Cleopatra VII aan de monding van de Cyndus in Cilicië (1885).

Het jaar 41 v.Chr. is een jaartal volgens de christelijke jaartelling.

## Gebeurtenissen

### Italië
- In Rome worden Lucius Antonius en Publius Servilius Isauricus door de Senaat gekozen tot consul van het Imperium Romanum.
- Lucius Antonius ondersteunt het verzet van Fulvia, de echtgenote van Marcus Antonius, tegen de confiscaties in Italia.
- Gaius Julius Caesar Octavianus moet Rome ontvluchten, maar belegert Praeneste en later Perusia.
- Marcus Antonius vertrekt met een Romeins expeditieleger (8 legioenen) naar Syria om een veldtocht tegen Parthië voor te bereiden.

### Klein-Azië
- Marcus Antonius ontmoet Cleopatra VII aan de monding van de Cyndus in Tarsus (Cilicië), hij krijgt een affaire met haar en sluit aan boord van het majestueuze schip de "Thalagemes" een alliantie.
- Arsinoë IV, een stiefzus van Cleopatra, wordt op bevel van Antonius, op de traptreden van de Tempel van Artemis in Efeze geëxecuteerd.

## Geboren
- Gaius Asinius Gallus, Romeins consul en staatsman (overleden 33)

## Overleden
- Arsinoë IV (~68 v.Chr. - ~41 v.Chr.), prinses en stiefzus van Cleopatra (27)